# Wronów (powiat lubelski)
Wronów – wieś w Polsce położona w województwie lubelskim, w powiecie lubelskim, w gminie Bełżyce.
| SIMC    | Nazwa          | Rodzaj  |
| ------- | -------------- | ------- |
| 0378796 | Wronów-Kolonia | kolonia |

Wieś szlachecka położona była w drugiej połowie XVI wieku w powiecie lubelskim województwa lubelskiego. W latach 1975–1998 miejscowość należała administracyjnie do województwa lubelskiego.
Wieś stanowi sołectwo gminy Bełżyce. Według Narodowego Spisu Powszechnego z roku 2011 wieś liczyła 343 mieszkańców.
We Wronowie urodzili się: Stanisław Egbert Koźmian, Jan Koźmian i Zofia Kowerska.
Wierni Kościoła rzymskokatolickiego należą do parafii Trójcy Świętej i Narodzenia Najświętszej Maryi Panny w Chodlu.

## Historia
Około VI–V tysiąclecia p.n.e. na terenie dzisiejszego Wronowa pojawiły się grupy ludności mezolitycznej, składające się z myśliwych, rybaków i zbieraczy eksploatujących środowisko lasów zwartych. Odnaleziono tu również zabytki pochodzące z przełomu późnego neolitu i początków epoki brązu (koniec III i początek II tysiąclecia p.n.e.), pozostawione przez ludność kultury ceramiki sznurowej i kultury mierzanowickiej. Stwierdzono również ślady osadnictwa w postaci ułamków naczyń ludności kultury trzcinieckiej z II okresu epoki brązu (I połowa II tysiąclecia p.n.e.), a także ułamki ceramiki kultury łużyckiej (1300 – 600 p.n.e.) i fragmenty naczyń ludności kultury przeworskiej (z okresu pomiędzy I a V w.).
Wieś notowana w początkach wieku XV w powiecie lubelskim parafii początkowo Kłodnica, a następnie od 1541 Chodel. W roku 1409 zapisana jako „Wronow”.
Wieś w części stanowiła własność plebana z Kłodnicy co potwierdza Jan Długosz (Liber beneficiorum t.II s.546), w części własność szlachecką mocno rozdrobnioną. W księgach ziemskich pojawiają się w okresie XV wieku nazwiska Tarłów, Pileckich z Krężnicy, Wronowskich. W roku 1496 dziedzicami byli między innymi Bernard, Jan i Mikołaj Wronowscy.

Stosunki własnościowe w początkach XVI wieku przedstawia w pełni rejestr poborowy z lat 1531–1533. Pobór płacili wówczas: z części Kanimira we Wronowie i Kłodnicy z 1 łana kmiecego, oraz szlachta bez kmieci znana z nazwiska w liczbie 14 osób.
17 kwietnia 1831 r. rozegrała się tu bitwa powstania listopadowego, przegrana przez wojska polskie.
Za Królestwa Polskiego istniała gmina Wronów.